# Pempsamacra argentata
Pempsamacra argentata är en skalbaggsart som beskrevs av Francis Polkinghorne Pascoe 1888. Pempsamacra argentata ingår i släktet Pempsamacra och familjen långhorningar. Inga underarter finns listade i Catalogue of Life.